# Dipartimento di La Cocha
La Cocha è un dipartimento collocato nel sud della provincia argentina di Tucumán, con capitale La Cocha.
Confina a nord e a ovest con il dipartimento di Juan Bautista Alberdi, a est con il dipartimento di Graneros, e a sud con la provincia di Catamarca.
Secondo il censimento del 2001, su un territorio di 917 km², la popolazione ammontava a 17.683 abitanti.
L'economia del dipartimento si basa sull'agricoltura, in particolare la coltivazione del tabacco e della soia.
I municipi del dipartimento sono:
- El Sacrificio
- Huasa Pampa
- La Cocha
- Rumi Punco
- San Ignacio
- San José de la Cocha
- Yánima